# Mecitözü
Mecitözü là một huyện thuộc tỉnh Çorum, Thổ Nhĩ Kỳ. Huyện có diện tích 951 km² và dân số thời điểm năm 2007 là 20689 người, mật độ 22 người/km².